# LovePlus系列角色列表

LovePlus商標

LovePlus系列角色列表是日本科乐美公司制作的恋爱模拟游戏《LovePlus》（也翻譯作《愛相隨》）及其續作、衍生作品中登場的角色一覽。

## 主要角色
高嶺愛花（／，聲優：早见沙织）
十羽野高中二年級生。生日10月5日（天秤座），A型血，愛好製作點心、彈奏鋼琴。
與主角同年級，是學校網球部的隊友。文武雙全的優等生、千金小姐。受到周圍人的關注，另一方面也散發着距離感。
小早川凛子（／，聲優：丹下樱）
十羽野高中一年級生。生日8月17日（獅子座），B型血，愛好閱讀、音樂（特别是伦敦朋克）、遊戲（格鬥遊戲）。
主角的後輩，同爲圖書委員。喜歡讀書和音樂，總是一個人待着。似乎因爲什麼原因，不想要和他人接觸。
姊崎寧寧（／，聲優：皆口裕子）
十羽野高中三年級生。生日4月20日（白羊座），O型血，爱好家務、電影。
主角的學姐，也是打工的家庭餐廳的先輩。也許是由於外貌和性格的成熟，被周圍的人過渡依賴。
雪乃玲（日语：／）
登場於《LovePlus Colletion》的女主角，並未在DS和3DS平臺的作品中登場。
17歲（高中二年級生），生日11月21日（天蠍座），A型血，愛好拼圖遊戲。從秋田縣來的轉校生，有一個妹妹。重要的東西是一個絨毛玩偶。

## 學生

### 十羽野高中
小牧實奈（／，聲優：伊藤加奈惠）
十羽野高中一年級生，男主角和高嶺愛花在網球部的後輩。非常崇拜愛花。
手塚義公
十羽野高中網球部部長。對於比自己弱的對手來說極強，面對強於自己的對手時無法發揮全部的實力。
三好英子
十羽野高中網球部部員，愛花的朋友。中等身材和身高。不是很可愛，也不擅長學習，但是性格不錯。
成戶叉則
主角的朋友，十羽野高中網球部部員。
佐佐木万里
長倉侑子
小原（／，聲優：野中藍）
十羽野高中一年級生，不喜欢音乐和时尚。

### 戶鳴野高中
蝶野由加利（／，聲優：浅野真澄）
戶鳴野高中的女子網球王牌，美貌與實力並存。

### 十羽野商業高中
尾鳥和香

## 教師
大岩正美（／）
十羽野高中網球部的臨時教練。

## 親屬

### 高嶺家
高嶺珠深（／）
高嶺愛花的母親。
高嶺仁（／）
高嶺愛花的父親。

### 小早川家
小早川漂介（／）
小早川凛子的父親。
小早川潔美（／）
小早川凛子的繼母，小早川快的生母。
小早川快（／）
小早川凛子的繼弟。

### 姊崎家
姊崎菜菜子（日语：／，聲優：久川綾）
姊崎寧寧的母親，在超市的配菜賣場工作，工作努力。

## 其他角色
店長
主角和寧寧等人打工的家庭餐廳Dexies的店長。
槍澤薫
Dexies的競爭對手アイーシャダイニング餐廳的店長。